# Sakina Ismayilova
Pour les articles homonymes, voir Ismayilov.
Sakina Ismayilova (en azéri Səkinə Gulu gızı İsmayılova), née le 4 février 1956 en Azerbaïdjan, est une chanteuse de mugham.

## Études
Sakina Ismayilova est diplômée de la classe de mugham de l'École de musique Asaf Zeynalli en 1974, de l'Université d'État de la culture et des arts d'Azerbaïdjan en 1990. 

## Parcours professionnel
Boursière présidentielle, Sakina Ismailova est interprète virtuose de chansons folkloriques et de mugams, qui présente des mugams azerbaïdjanais dans de nombreux pays du monde - Iran, Turquie, Irak, Arabie saoudite, Vietnam, Japon, Inde, Autriche, Allemagne, Hollande, Suède, France, Norvège , Danemark, Hongrie, Luxembourg, États-Unis, etc. 
Sakina Ismayilova est professeur à l'Université d'État de la culture et des arts d'Azerbaïdjan et au Conservatoire national d'Azerbaïdjan. Ses élèves se produisent avec succès dans divers groupes musicaux et sont populaires.

## Mérites
Elle est Artiste Émerite (1988), Artiste du Peuple d'Azerbaïdjan (1992).Sakina Ismayilova a reçu l'Ordre de la Gloire (Chohrat) pour ses services dans le développement et la promotion de l'art du mugam azerbaïdjanais.